# 梯花叶藓
梯花叶藓（学名：[Calymperes afzelii] 错误：{{Lang}}：文本有斜体标记（帮助））为花叶藓科花叶藓属下的一个种。

## 扩展阅读
- 維基物種上的相關：梯花叶藓